# Cerreto d'Esi
Cerreto d'Esi là một đô thị ở tỉnh Ancona trong vùng Marche, nằm cách 50 km về phía tây nam của Ancona. Tại thời điểm ngày 31 tháng 12 năm 2004, đô thị này có dân số 3.550 và diện tích là 16,6 km².
Cerreto d'Esi giáp các đô thị sau: Fabriano, Matelica, Poggio San Vicino.